# Saša Knežević
Saša Knežević (Vienna, 28 agosto 1981) è un ex cestista e modello austriaco.